# Jelisaweta Alexandrowna Stroganowa

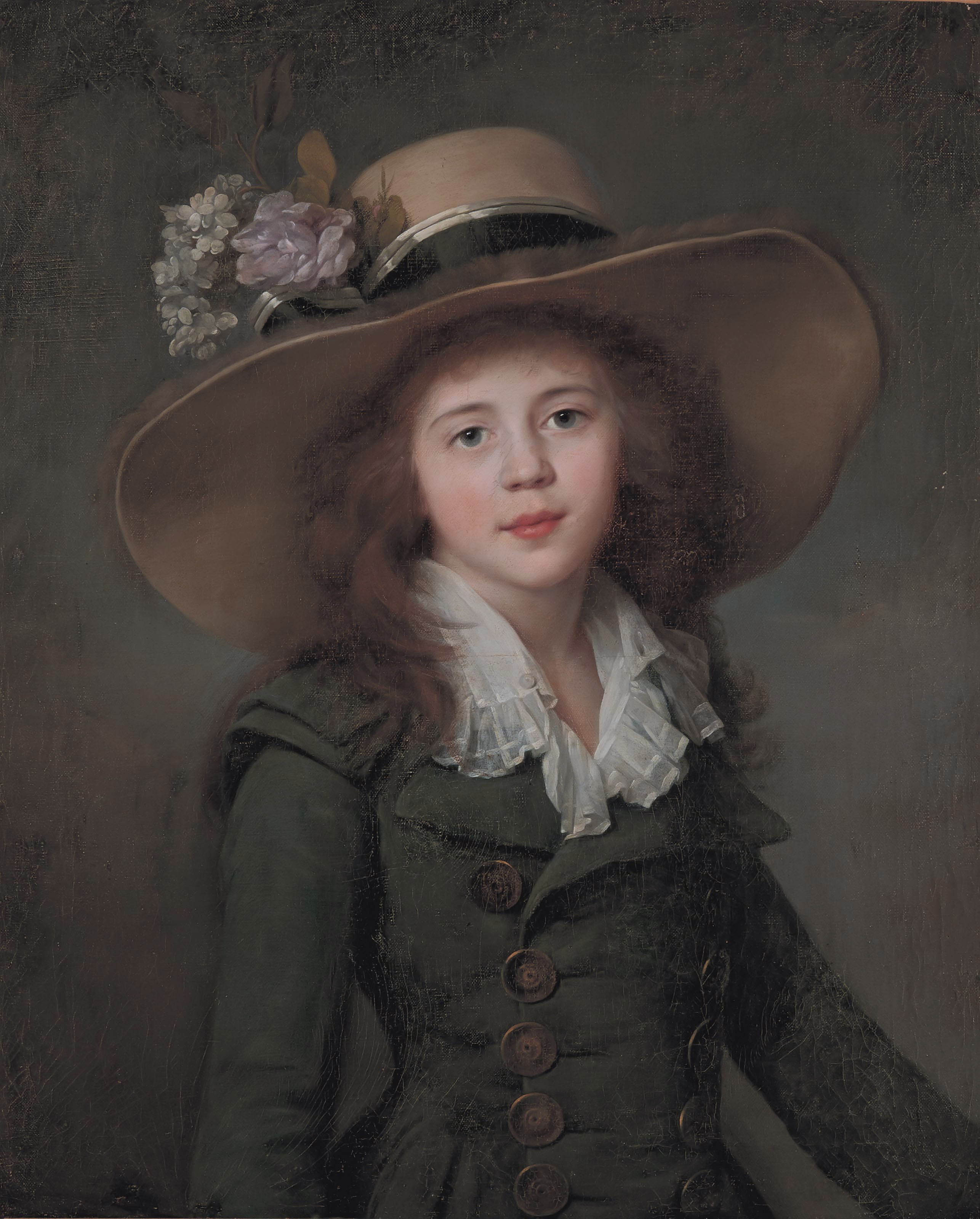
Jelisaweta Stroganowa im Alter von 15 Jahren

Baronesse Stroganova Demidoff, gemalt von Robert Lefèvre

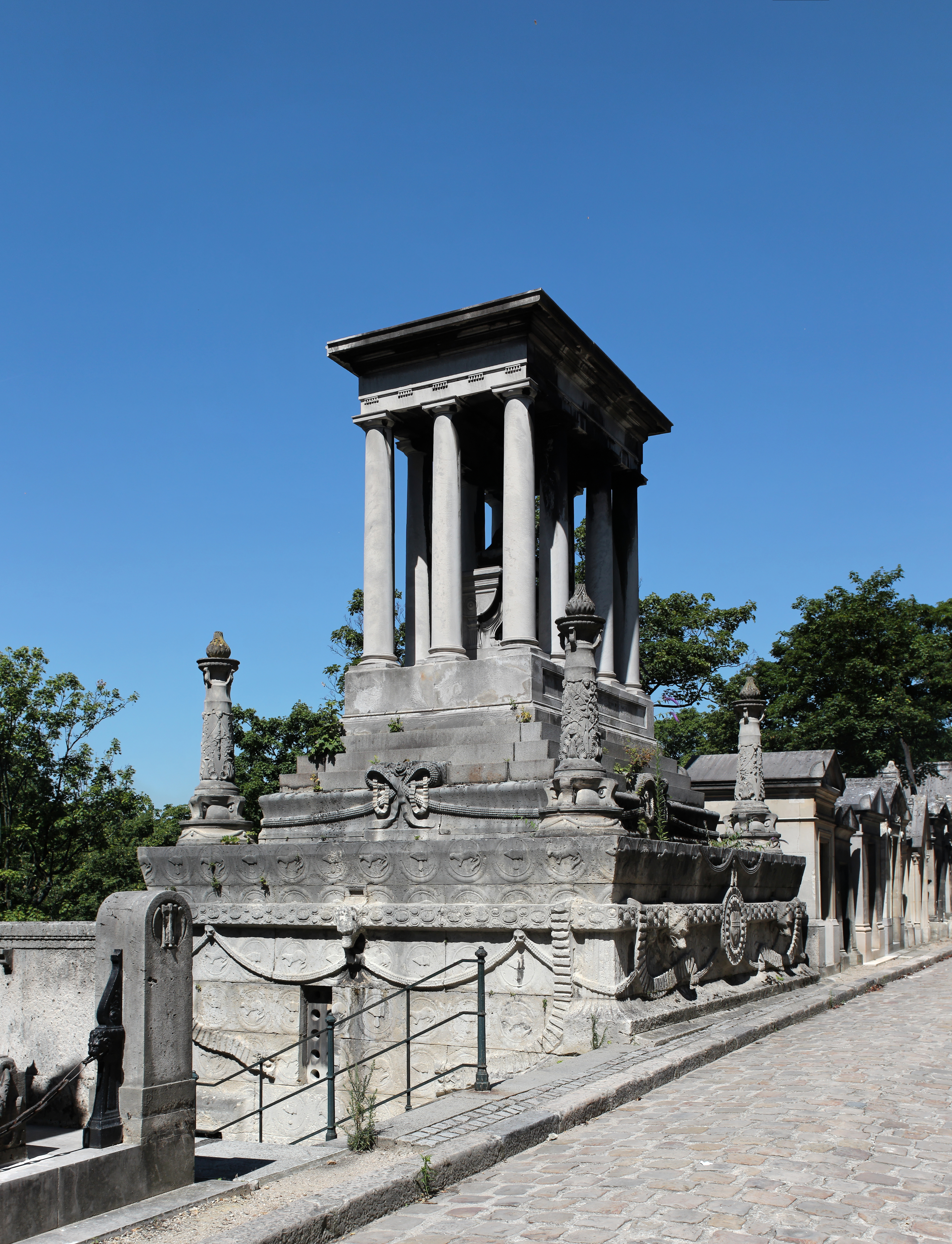
Standesgemäßes Mausoleum, Père-Lachaise, Paris

Jelisaweta Alexandrowna Stroganowa (russisch Елизавета Александровна Строганова, verheiratete Demidowa; veraltet Elisabeth Stroganoff, Demidoff; * 5. Februar 1779; † 27. März 1818 in Paris) war eine russische Aristokratin. Die Millionenerbin in spe galt zu ihrer Zeit wohl als die beste Partie, die es in Russland gab. Sie gehörte als eine Stroganow nicht nur zu den reichsten Familien Russlands, sondern war auch von besonderer Schönheit.

## Leben
1795, als sie sechzehn Jahre alt war, hielt der Stahlbaron Nikolai Nikititsch Demidow (veraltet Nicolas Demidoff), selbst einer der reichsten Männer Russlands, um ihre Hand an. Sie schenkte ihm zwei Söhne: 
Graf Pawel Nikolajewitsch Demidow (1798–1840) und Anatole Demidoff (1813–1870), den späteren Prinzen von San Donato (eigentlich Anatoli Nikolajewitsch Demidow).
Nikolai Demidow ging in den diplomatischen Dienst und wurde nach Paris versetzt. Hier wurden beide begeisterte Anhänger Napoleon Bonapartes. Da die Spannungen zwischen Frankreich und Russland wuchsen, wurde Nikolai Demidow im Jahr 1805 abberufen. Das Paar ging zunächst nach Italien und kehrte 1812 nach Moskau zurück. 
Die Eheleute hatten ziemlich verschiedenartige Charaktere und lebten oft entfernt  voneinander. Sie war eher fröhlich und gesellig, er eher verschlossen. Sie begann sich mit ihm zu langweilen. Nach der Geburt Anatoles trennten sie sich. Sie ging zurück nach Paris, wo sie 1818 starb.
Jelisaweta Stroganowa wurde auf dem Friedhof Père-Lachaise in Paris beigesetzt.